# Fair Lane
Fair Lane è una villa situata a Dearborn, nel Michigan (Stati Uniti d'America). Costruita dal 1909 al 1913, è stata la residenza del fondatore della Ford, Henry Ford, e di sua moglie Clara. Deve il suo nome alla zona della contea di Cork, in Irlanda, dove nacque il nonno adottivo di Ford, Patrick Ahern.
La villa, costruita utilizzando blocchi di calcare, sorge in una tenuta di 530 ha lungo il fiume Rouge, e comprende un impianto per la produzione di energia elettrica, che opera grazie ad una diga costruita sul corso d'acqua, un piccolo porticciolo fluviale, una stalla ed un grande giardino progettato da Jens Jensen. Parte dell'edificio e del parco sono aperti al pubblico per le visite, ed il museo della villa è considerato National Historic Landmark. Anche una parte del giardino è preservata per il suo interesse naturalistico.

## L'architettura

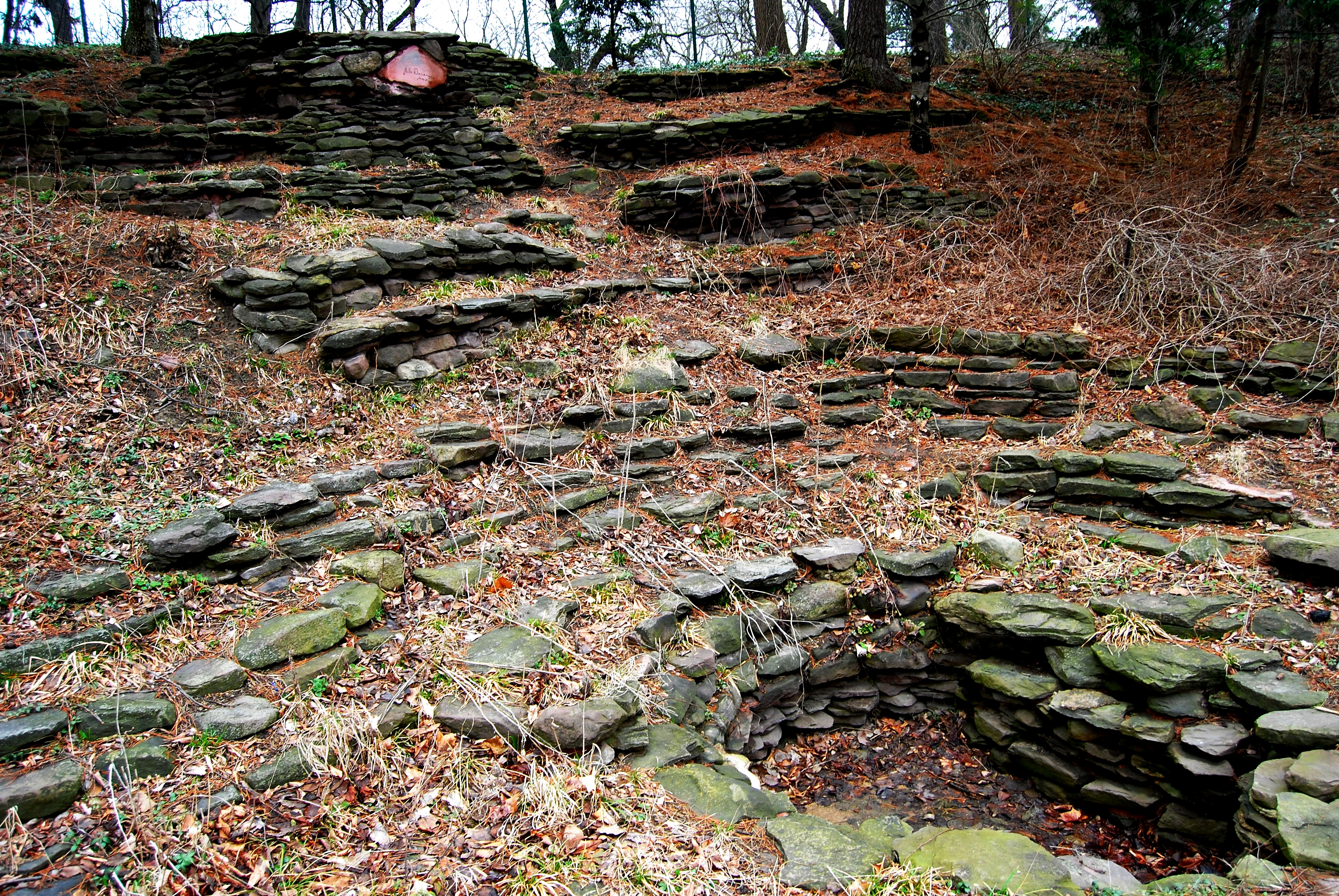
Le grotte artificiali di John Burrough

Frank Lloyd Wright partecipò alla fase iniziale della progettazione. Quando Wright si trasferì in Europa, l'architetto Marion Mahony Griffin rivisitò e completò il progetto secondo la propria interpretazione della Prairie School. In seguito Henry Ford e sua moglie fecero un viaggio in Europa, e licenziarono la Griffin. Assunsero quindi l'architetto William Van Tine, a cui suggerirono di aggiungere al progetto dei dettagli che ricordassero i manieri europei. Nel 1913 l'architetto Joseph Nathaniel French fu assunto per completare la residenza, che venne terminata nello stesso anno. Il risultato ottenuto fu una residenza in stile stile baronale scozzese e Prairie. La casa, con 56 stanze che coprono una superficie di 2.900 m2, è comunque più piccola di molte altre mansion americane dell'epoca. L'edificio comprendeva anche una piscina coperta e una pista da bowling. La piscina è stata in seguito eliminata, ed ora la stanza che la ospitava è stata convertita in un ristorante.

## Le dipendenze della villa
La centrale di produzione di energia elettrica generava potenza sia per la villa che per la cittadina di Dearborn. Le dipendenze dell'edificio comprendevano anche un grande garage ed un laboratorio dove Henry Ford poteva lavorare sui motori. Anche la centrale elettrica era costruita in blocchi di calcare in stile Prairie

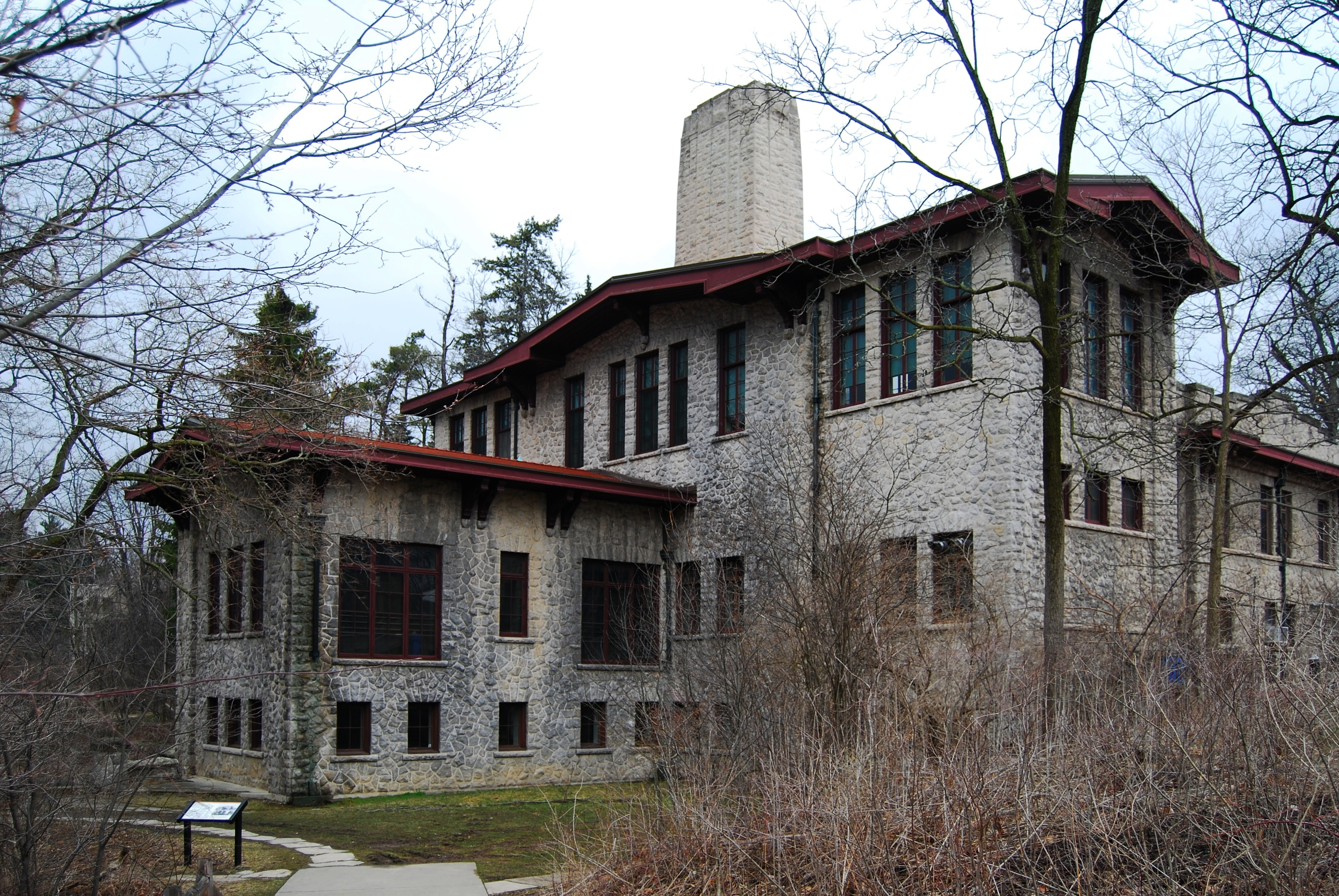
La palazzina dove è collocato il generatore di energia elettrica

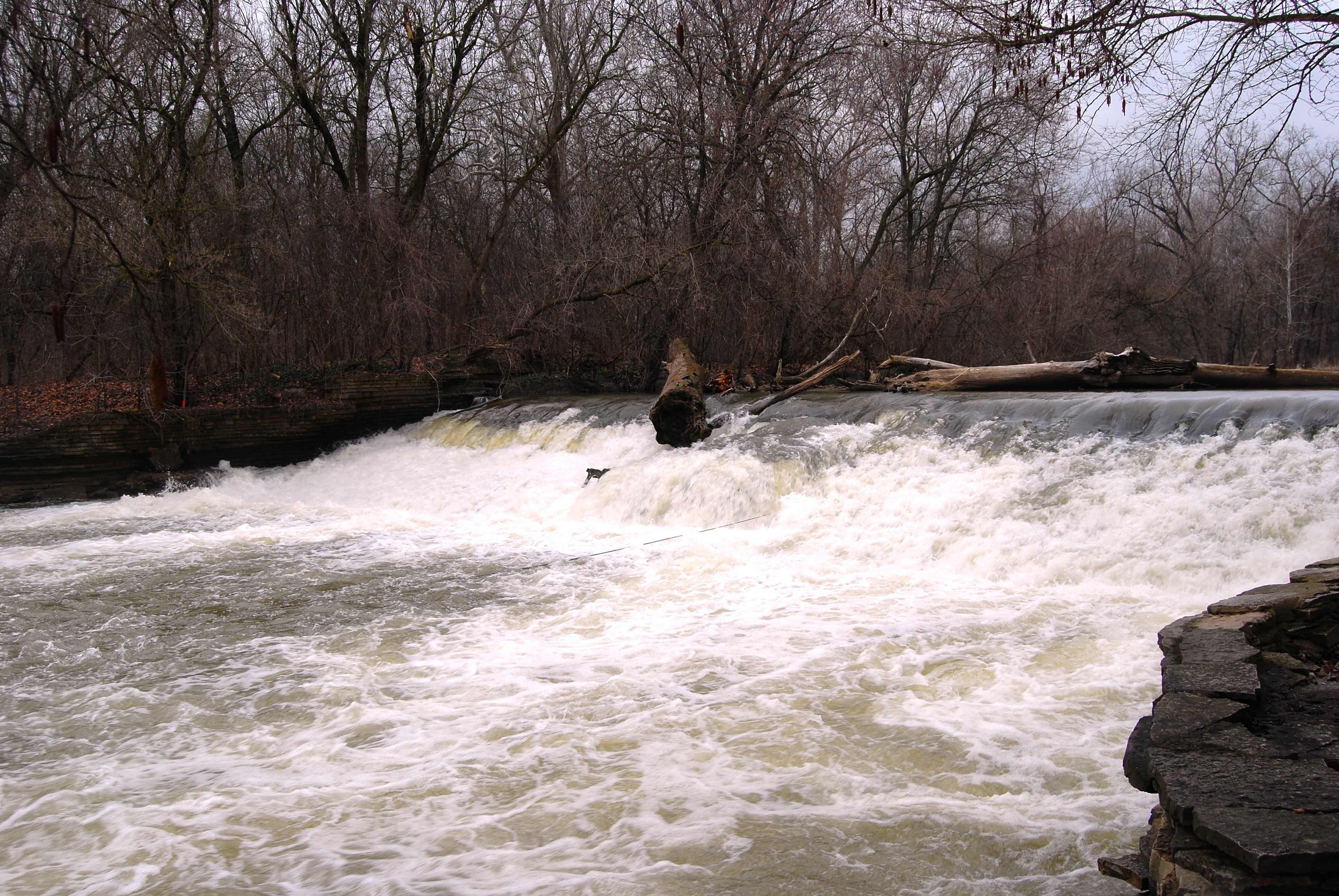
La diga sul fiume Rouge

Jens Jensen progettò i sentieri per arrivare alla villa con un criterio molto particolare: invece di predisporre un viale diritto, tracciò un sentiero tortuoso che nascondesse, all'inizio, la vista all'edificio. Questo effetto fu ottenuto con il posizionamento di una folta alberatura. Ancora oggi, dopo aver superato la parte boscosa, il visitatore si trova improvvisamente davanti alla villa, che appare in tutta la sua interezza.
La maggior parte del terreno intorno alla villa è occupata da prato, che è arricchito da un'area intorno alla residenza dove sono coltivati dei fiori. Il porticciolo fluviale permetteva invece a Henry Ford di navigare sul fiume con la sua barca elettrica.

## Il museo
La villa ed il suo parco sono stati donati all'università del Michigan nel 1957 con l'obbiettivo di farne un campus. Al suo interno è stata anche creato un centro per bambini. L'edificio principale, la centrale elettrica, il garage e 0,29 km2 di parco sono stati adibiti a museo, mentre il locale che ospitava la piscina ora è occupata da un ristorante. Dal 2010 la proprietà e l'amministrazione della tenuta è passata all'organismo che si occupa dell'ex-residenza di Edsel Ford; per questo motivo Fair Lane riceve aiuti finanziari dalla famiglia Ford.

## La carrozza Fair Lane e la Ford Fairlane
La tenuta di Fair Lane ha dato il nome ad una carrozza ferroviaria privata di proprietà di Henry e Clara Ford che è stata utilizzata sulla Michigan Central Railroad. Inoltre è stato prodotto, dal 1955 al 1970 negli Stati Uniti e dal 1959 al 2007 in Australia, un modello di autovettura il cui nome derivava da questa tenuta, la Ford Fairlane.

## L'iscrizione della tenuta al National Historic Landmark ed al National Register of Historic Places
Il 13 novembre 1966 la residenza fu aggiunta al National Register of Historic Places ed al National Historic Landmark.